# Konatiče, Vernberk
Konatiče (nemško Kantnig) je naselje v Občini Vernberk v Okraju Beljak-dežela na Koroškem v Avstriji.